# Khor Machar
Khor Machar är en wadi i Sydsudan.   Den ligger i delstaten Övre Nilen, i den östra delen av landet, 500 kilometer nordost om huvudstaden Juba.